# Francisco Sans Cabot

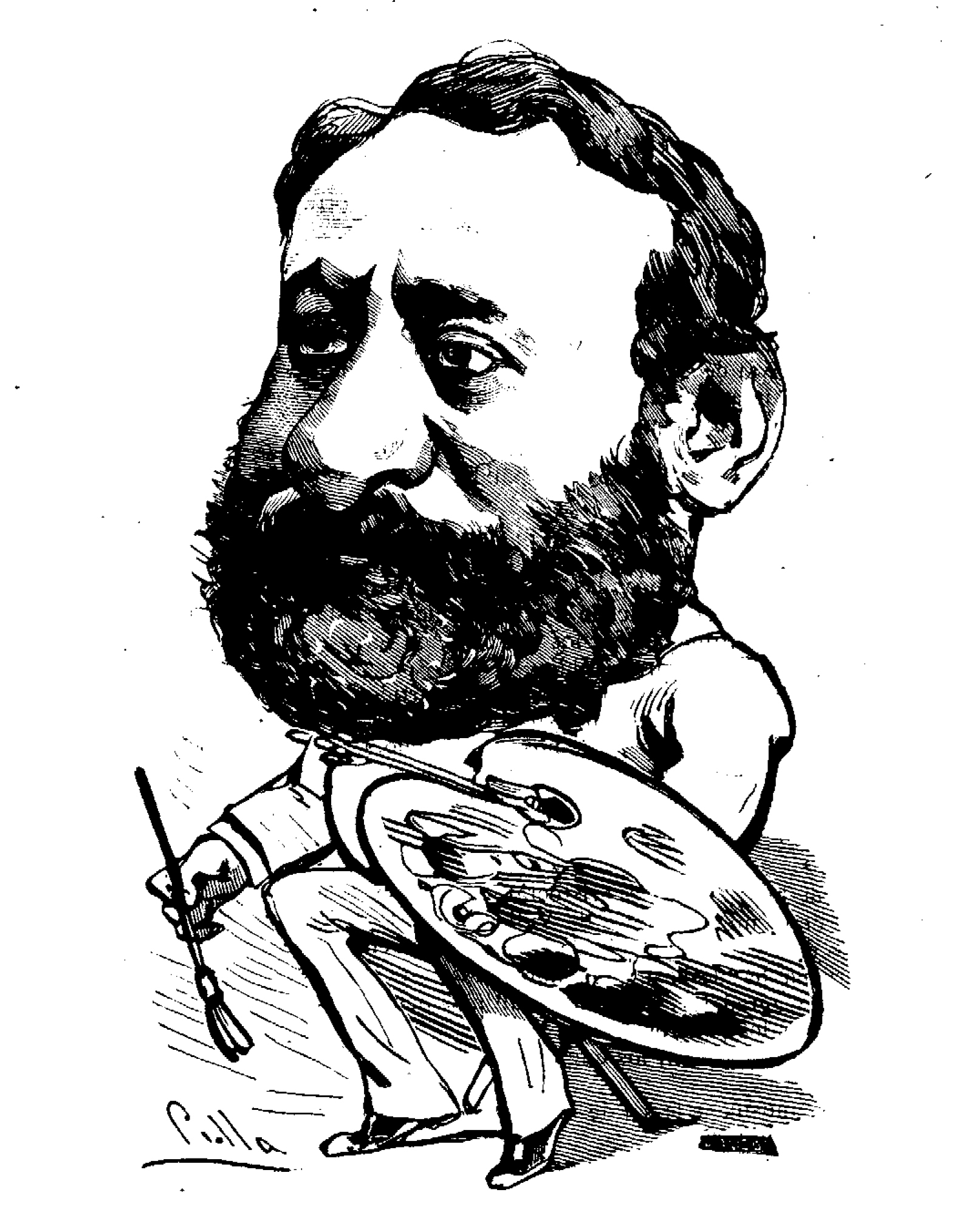
Caricaturizado por Cilla en Madrid Cómico

Francisco Sans Cabot (Gerona, 1828-Madrid, 1881) fue un pintor y museógrafo español, que ejerció como director del Museo del Prado entre 1873 y 1881, durante la Primera República y el reinado de Alfonso XII.

## Biografía

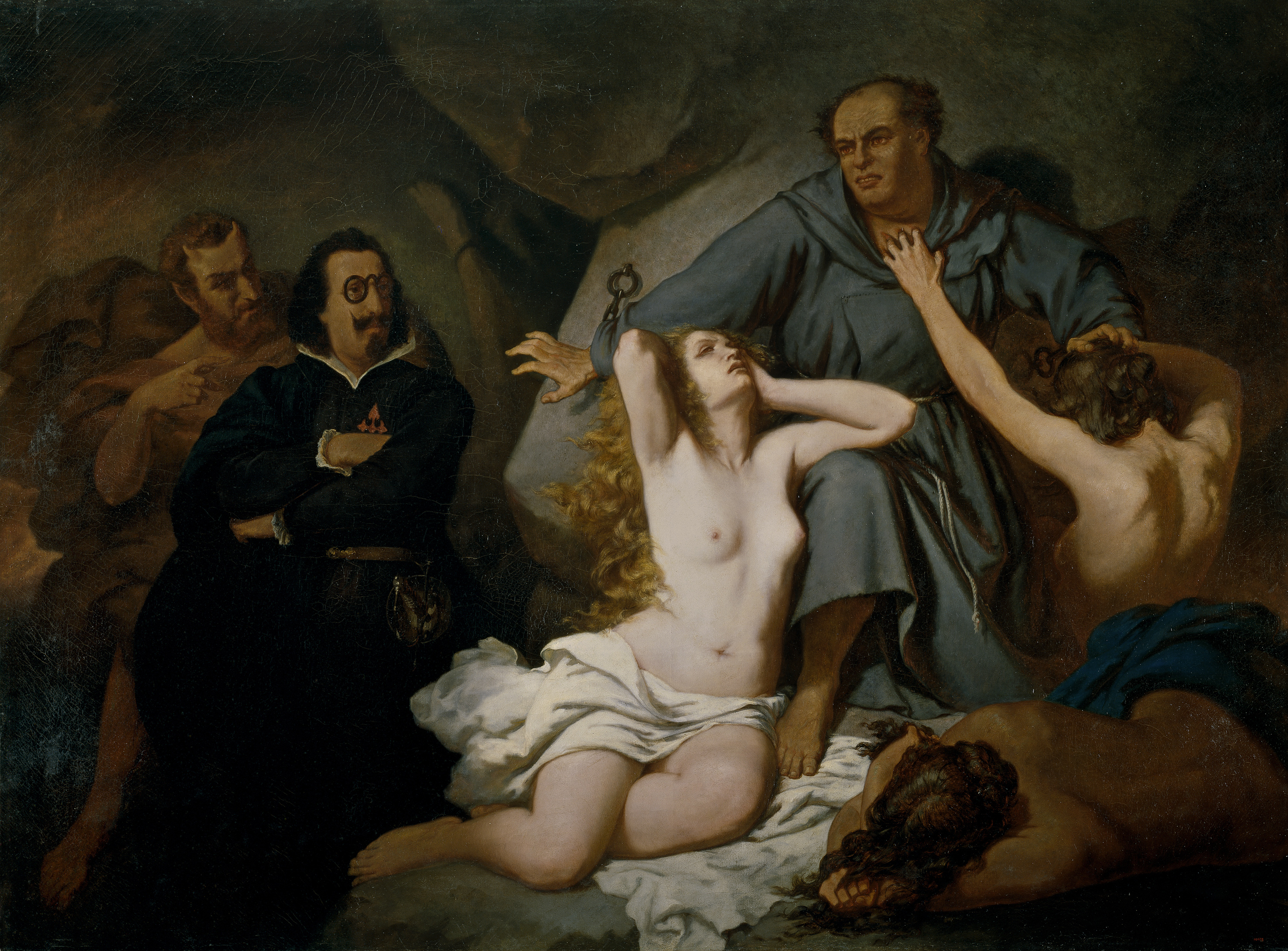
Lutero: asunto tomado de un sueño del infierno de Quevedo de Sans Cabot, 1858

Nacido en la ciudad catalana de Gerona en 1828, desde muy joven comenzó a tomar clases de pintura. Se formó en la Escuela de la Lonja de Barcelona (1850-1855). En 1856 se traslada a París donde amplió estudios y dos años más tarde gana una medalla en Roma por un retrato de Martín Lutero. Especialista en pintura de historia, destacó con su cuadro Episodio de Trafalgar (1862).
En 1865 regresa a España y por encargo de la Diputación de Barcelona retrata a Juan Prim en el cuadro El general Prim en la guerra de África (1865). Más tarde evolucionó hacia el realismo, y en 1881 retrató para la Universidad de Barcelona a Alfonso XII con el hábito del Toisón de Oro. Decoró los teatros Real, Apolo y de la Zarzuela de Madrid y el Alcázar de Toledo.

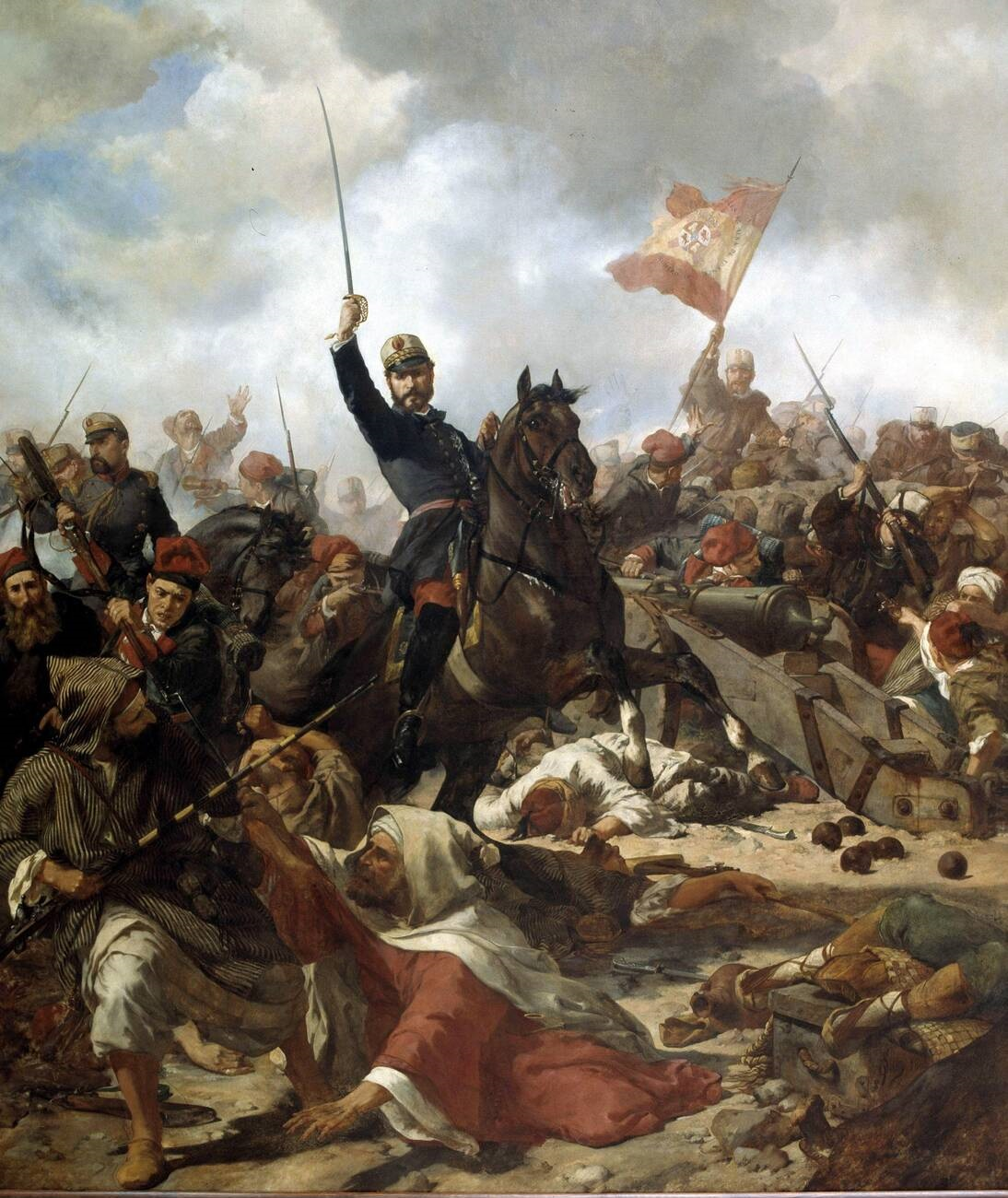
El general Prim en la guerra de África.

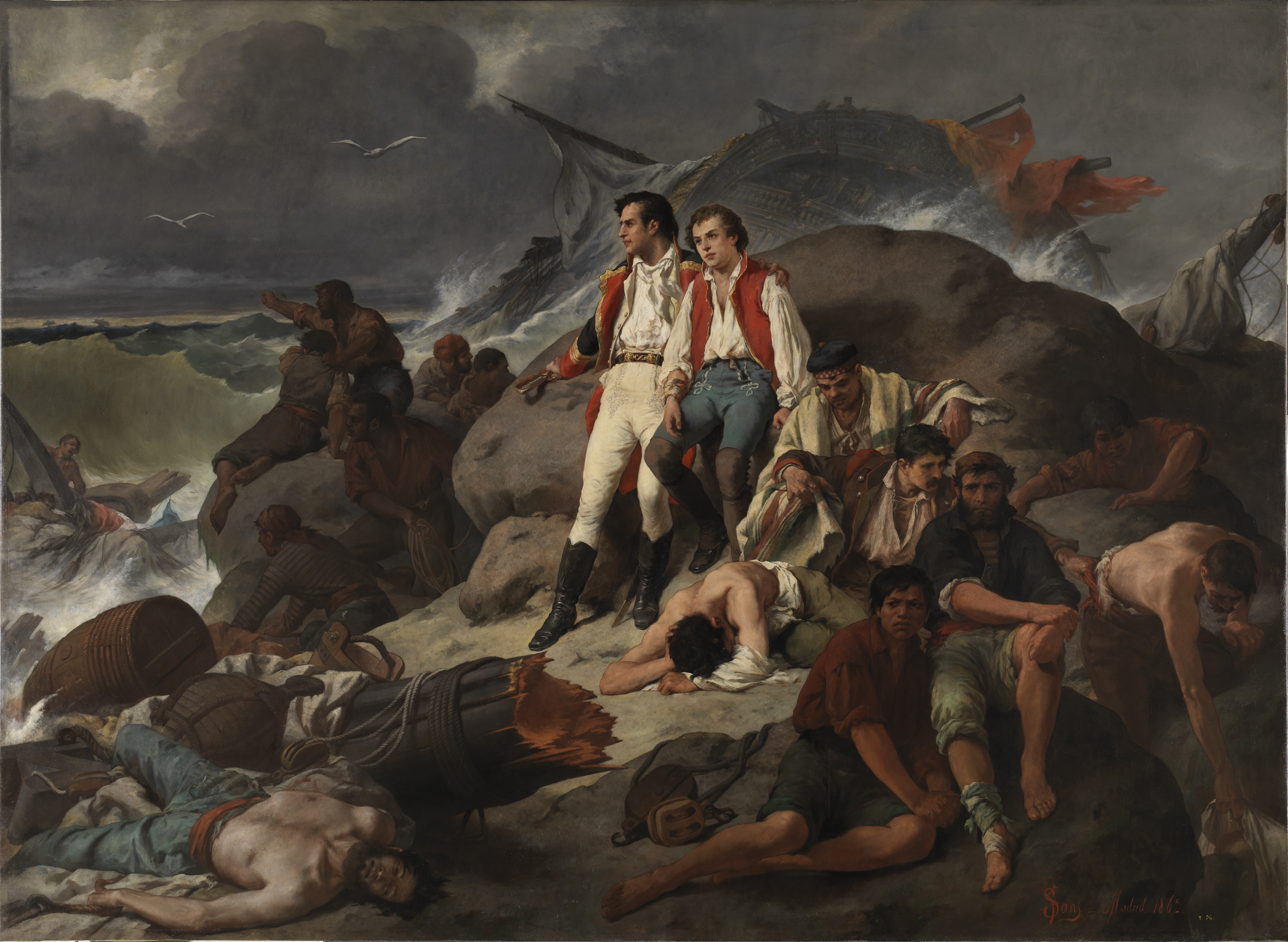
Episodio de la batalla de Trafalgar, también llamado Náufragos de Trafalgar, 1862.

Al ser derrocada Isabel II, Sans se traslada a Gerona. Al fracasar la Primera República, el hijo de Isabel II, Alfonso, es proclamado rey como Alfonso XII. En 1873 se nombra a Sans director del Museo del Prado, donde se dedicó a restaurar obras antiguas. Durante su mandato el museo recibió las Pinturas negras, de Goya, restauradas por Salvador Martínez Cubells. Desde 1875 fue académico de la Real Academia de Bellas Artes de San Fernando. Falleció en Madrid en 1881.

## Obras
- Retrato de don Wenceslao Igual de Izco, óleo sobre lienzo, 55 x 45 cm.
- Cabeza de san Pablo, óleo sobre tabla, 16 x 12 cm.
- Lutero: asunto tomado de un sueño del infierno de Quevedo, óleo sobre lienzo, 129 x 173 cm, firmado, 1858 (Museo del Prado, en dep. en la Real Academia de Bellas Artes de San Jorge, Barcelona).
- Náufragos de Trafalgar, óleo sobre lienzo, 309 x 423 cm, firmado, 1862, Museo del Prado.
- Escena familiar, óleo sobre lienzo, 46,5 x 55,8 cm, firmado.
- El evangelista san Lucas, óleo sobre lienzo, 287 x 242 cm (en dep. en el Museo de Jaén).
- El evangelista san Marcos, óleo sobre lienzo, 287 x 242 cm (en dep. en el Museo de Jaén).